# Kościół św. Andrzeja Apostoła w Naroczy
Kościół św. Andrzeja Apostoła (biał. Касцёл Святога Андрэя Апостала) – neogotycka świątynia rzymskokatolicka we wsi Kobylnik (po 1964 – osiedle typu miejskiego Narocz), w rejonie miadzielskim, w obwodzie mińskim na Białorusi.

## Historia
2 września 1897 roku w Kobylniku obok starego, drewnianego kościoła położono fundamenty nowej, murowanej świątyni. Budową kierował ks. Ignacy Rosołowski, zaś fundatorami byli miejscowi parafianie. 9 września 1901 odbyło się poświęcenie kościoła. 25 lipca 1904 świątynia została konsekrowana przez biskupa Edwarda von Roppa. W latach 50. XX wieku władze radzieckie usiłowały zamknąć kościół. Proboszcz parafii ks. Piotr Wasiuczonek został aresztowany i zamknięty w więzieniu, jednak wierni pod jego nieobecność odprawiali nabożeństwa sami. Obecnie przy kościele działa misja karmelitów bosych.

## Architektura
Kościół św. Andrzeja jest przykładem neogotyku z początku XX wieku. Posiada typowe jego elementy: stylizowane przypory, rozetę, strzeliste okna. W rozwiązaniu nastawy ołtarzowej niektórzy badacze dopatrują się elementów modernizmu.
Ciekawym przykładem architektury świątynnej i pamiątką po starszym, drewnianym kościele jest barokowa, drewniana dzwonnica, odrestaurowana w latach 1925 i 1995. Jest to trzykondygnacyjna, szkieletowo-zrębowa budowla na planie kwadratu przykryta namiotowym dachem.

## Wnętrze
W głównym ołtarzu znajduje się zabytkowy obraz Matki Bożej z Dzieciątkiem Jezus – Maryja trzyma Jezusa na lewej ręce a w prawej dłoni dzierży berło (odrestaurowany w 1902 w Wilnie). Obrazy w ołtarzach bocznych namalowane zostały przez Bronisława Kamińskiego: po stronie lewej – obraz patrona kościoła, św. Andrzeja (1903), po prawej – św. Rocha (1907). Przy ścianie lewej nawy znajduje się ołtarz św. Antoniego, również wykonany w stylu neogotyckim z drewna dębowego na początku XX wieku. Organy pochodzą z 1902 roku.